# Ada (Vukosavlje)
Ada (szerbül: Ада), település Bosznia-Hercegovinában, Vukosavlje községben, a Szerb Köztársaság északi régiójában. Ada településnek a Szerb Köztársaság területéhez került része.

## Fekvése
A település Bosznia-Hercegovina északi részén, Dobojtól légvonalban 38, közúton 53 km-re északkeletre, községközpontjától légvonalban 7, közúton 8 km-re északkeletre, a Boszna bal partján, a Szávamenti-síkságon, 94-95 méteres magasságban fekszik.

## Népessége
| Nemzetiségi csoport | Népesség 1991 | Népesség 2013 |
| ------------------- | ------------- | ------------- |
| Szerb               | 1             | 0             |
| Bosnyák             | 0             | 0             |
| Horvát              | 628           | 129           |
| Jugoszláv           | 5             | 0             |
| Egyéb               | 4             | 0             |
| Összesen            | 638           | 129           |

## Története
Ada település eredeti neve Mrka Ada volt. Augustin Miletić püspöknek 1813-ban a podvučijaki plébániáról készített feljegyzése szerint Mrka Ada falunak 15 háza és 107 katolikus hívője volt, melyből 66 volt felnőtt. Az 1856-as Bosna-Srebrena-i egyházi sematizmusban Meka Adát 23 házzal és 132 lakossal találjuk. 1900-ban az odžaki plébánia alapításakor a horvát katolikus lakosságú Mkra Ada is az új plébánia része lett.
Mrka Ada település 1878-ig tartozott az Oszmán Birodalomhoz. Ekkor a berlini kongresszus határozata alapján az Osztrák-Magyar Monarchia része lett. 1879-ben az első osztrák-magyar népszámlálás során a Gradačaci járáshoz tartozó településnek, 24 háztartása és 147 római katolikus lakosa volt. 1910-ben a Gradačac járáshoz tartozó településen 23 háztartást, 187 római katolikus és 1 ortodox lakost találtak. A monarchia szétesésével 1918-ban előbb a Szerb-Horvát-Szlovén Királyság, majd 1929-től a Jugoszláv Királyság része lett. 1921-ben a Gradačaci járáshoz tartozó településnek 222 lakosa volt, mind római katolikusok. Az 1929-es törvény értelmében, amikor Bosznia-Hercegovinát négy banovinára, Drinskára, Vrbaskára, Zetskára és Primorskára osztották, a település a Vrbaska banovina (Orbászi Bánság) része lett, amelynek székhelye Banja Luka volt. 1939-ben a közigazgatás átszervezésével a Hrvatska banovina (Horvát Bánság) része lett. 
A második világháborúban Jugoszlávia megszállása után a Független Horvát Állam (NDH) része lett. A második világháború után 1992-ig a település a szocialista Jugoszlávia keretében a Bosznia-Hercegovinai Népköztársaság része volt. 1955-ben a település nevét Mrka Adáról Adára változtatták.
A boszniai háború idején a település horvát lakosságát elűzték. A boszniai háborút lezáró daytoni békeszerződés rendelkezése alapján az ország területét felosztották a Bosznia-hercegovinai Föderáció és a boszniai Szerb Köztársaság között. A daytoni megállapodás aláírása után Odžak község legnagyobb része a Bosznia-Hercegovinai Föderáció részévé vált. A háború előtti Odžak község lakott települései közül azonban Gnionica, Jošavica és Srnava, valamint Odžak, Potočani és Vrbovac települések részei (köztük Ada egy része is) a Boszniai Szerb Köztársaság részévé váltak. Ugyancsak a községhez csatolták a korábban Modriča községhez tartozó Jakeš, Pećnik és Modrički Lug településeket. A daytoni megállapodás és az Odžakból történt szerb kivonulás után Jakeš egy részét Vukosavljére nevezték át. A horvát lakosság visszatérése csak 2000-ben indult meg.